# Mensaje de los tres Ángeles
Los "mensajes de los tres ángeles" hacen referencia al contenido de Apocalipsis 14: 6-12. Para la Iglesia Adventista del Séptimo Día estos mensajes se dan para preparar el mundo para la segunda venida de Jesucristo, y son una parte central de su propia misión. Estos mensajes son proféticos, ilustran la confiabilidad de la Palabra de Dios y proclaman las advertencias más serias que se encuentran en las Escrituras.

## El objetivo de los mensajes
Los mensajes de Tres Ángeles de Apocalipsis 14: 6-12 .son de vital importancia para el tiempo del fin del mundo. Son la amonestación y el llamado de Dios a que cada persona tenga la oportunidad de conocer la verdad y elegir su destino eterno.
El primer ángel tiene un “evangelio eterno para predicarlo a los moradores de la tierra, a toda nación, tribu, lengua y pueblo” (v.6). Por eso, el objetivo del triple mensaje no es aterrorizar a las personas, sino darles esperanza y salvarlas por la fe en el sacrificio expiatorio de Jesucristo (Apoc. 1:5; 14:12). Debe ser predicado a gran voz y, como resultado, las personas se convierten, “guardan los mandamientos de Dios y la fe de Jesús (v.12).
Ese proceso incluye la justificación por la fe en conexión con la santificación por la fe en Cristo. “Temed a Dios y dadle gloria, porque la hora de su juicio ha llegado; y adorad a aquel que hizo el cielo y la tierra, el mar y las fuentes de las aguas”.

## El mensaje de los tres ángeles y la Iglesia Adventista del Séptimo Día

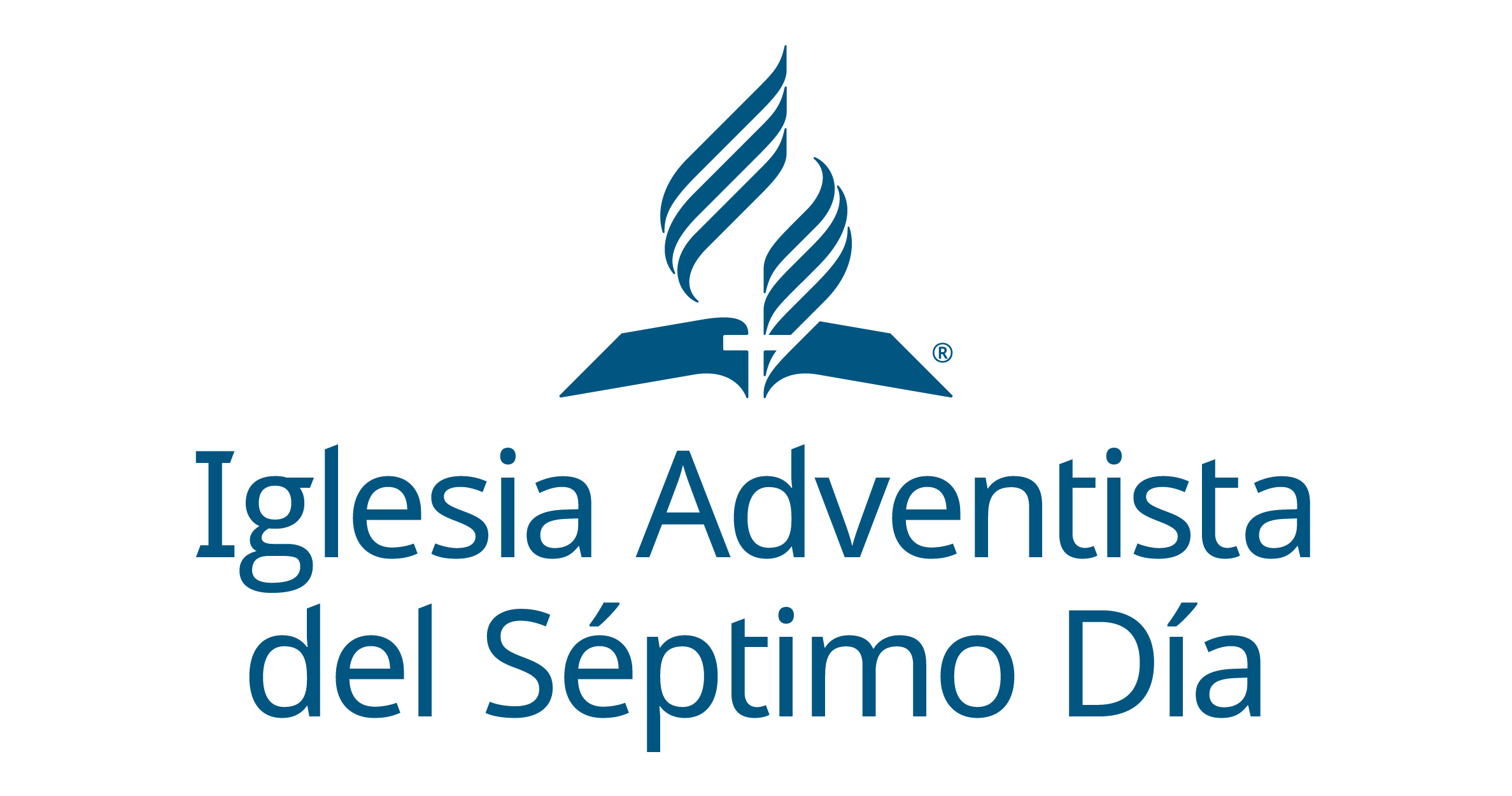

Los tres ángeles conectados en una secuencia en Apocalipsis 14:6-12, simbolizan al pueblo de Dios al predicar un triple mensaje de ámbito mundial, antes del fin del tiempo de gracia y de la segunda venida de Cristo (Apoc. 4:14).
La Iglesia Adventista del Séptimo Día han plasmado en su logo dicha misión. El logo tiene tres llamas que rodean el mundi, que representa el Espíritu Santo; el triple de la llama es también un símbolo de los tres ángeles.

### Vistas oficiales
"La iglesia universal está compuesta de todos los que realmente creen en Cristo, pero en los últimos días, un tiempo de apostasía generalizada, un remanente ha sido llamado a guardar los mandamientos de Dios y la fe de Jesús. La hora del juicio, proclama la salvación a través de Cristo y anuncia el acercamiento de su segunda venida. Esta proclamación es simbolizada por los tres ángeles de Apocalipsis 14, coincide con la obra del juicio en el cielo y da como resultado una obra de arrepentimiento y reforma en la tierra. Cada creyente está llamado a tener una parte personal en este testimonio mundial ". Creencias Fundamentales de la Iglesia Adventista del Séptimo Día
"De acuerdo con el uniforme de Dios que trata con la humanidad, advirtiéndoles de los acontecimientos venideros que afectarán vitalmente su destino, Él ha enviado una proclamación del regreso próximo de Cristo. Este mensaje preparatorio está simbolizado por los mensajes de los tres ángeles de Apocalipsis 14, y cumple su cumplimiento en el gran Movimiento del Segundo Adviento de hoy, lo que ha producido el remanente, o la Iglesia Adventista del Séptimo Día, guardando los mandamientos de Dios y la fe de Jesús ". Manual de la Iglesia Adventista del Séptimo Día
La Declaración de la Misión de la iglesia declara:
"La misión de la Iglesia Adventista del Séptimo Día es proclamar a todos los pueblos el evangelio eterno del amor de Dios en el contexto de los mensajes de los tres ángeles de Apocalipsis 14: 6-12 y revelados en la vida, muerte, resurrección, y el alto ministerio sacerdotal de Jesucristo, llevándolos a aceptar a Jesús como Salvador y Señor personal y a unirse con Su iglesia remanente, y a nutrir a los creyentes como discípulos en preparación para Su pronto regreso".

### Interpretación histórica del cumplimiento de la profecías

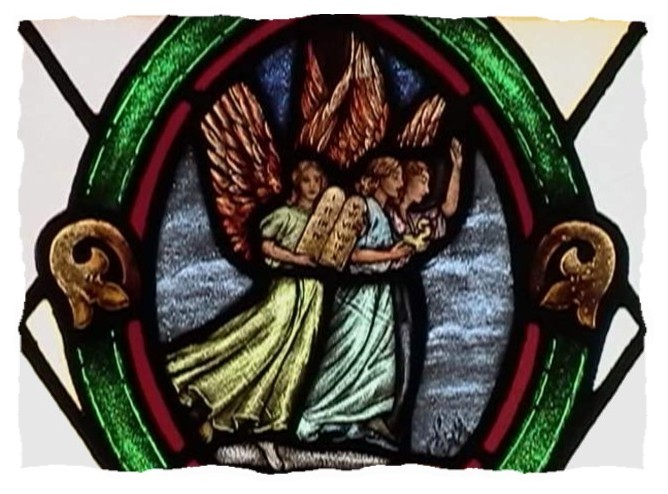
Representación de los Tres Ángeles

Durante mucho tiempo, el estudio profundo de las profecías de Daniel y Apocalipsis, y en particular de la profecía de Daniel 8:14, llevó a la conclusión de que el Señor regresaría el 22 de octubre de 1844.
Cuando Jesús no regresó en 1844, muchos se sintieron chasqueados, desistieron del mensaje y de la fe, pero otros se unieron en oración y estudio, y el Señor les mostró que éste "gran chasco", era el cumplimiento de la profecía revelada al apóstol Juan en el libro de Apocalipsis 10:8-11.
Éste es un fragmente del testimonio: "El librito que en la boca era dulce, pero que era amargo en el vientre y ciertamente muy amargo fue a ellos este chasco, pero no estaban solos, el Señor, muchos años antes les dejó un consolador e importante mensaje: "Necesario es que otra vez profetices á muchos pueblos, y lenguas y gentes y reyes" (Apocalipsis 10:11).
El resultado fue maravilloso, el pueblo que pronto se llamaría Adventista del Séptimo Día, con la dirección divina comprendió que su misión era predicar el mensaje de los tres ángeles de nuevo.  
Breve explicación de los mensajes
El mensaje del primer ángel es el "evangelio eterno", es decir, la "buena noticia del amor infinito de Dios". También es una advertencia de que el juicio investigador ha comenzado y un llamado a la adoración del Creador del mundo, que incluye guardar el sábado como día de Reposo, ya que es el día que desde la creación el estableció. "El mensaje del primer ángel ... llama a la restauración de la verdadera adoración por presentar ante el mundo a Cristo, el Creador y Señor del día de Reposo Bíblico [que es] el signo de la Creación de Dios."
El segundo mensaje del ángel es una llamada a aquellos en Babilonia, a "salir de ella" (cf. Apocalipsis 18:4). Los adventistas tradicionalmente creen que Babilonia representa el apóstata de la iglesia, que identifican con el catolicismo, así como de los protestantes, que han rechazado la verdad. "Esta profecía de la caída de Babilonia, especialmente, encuentra su cumplimiento en la salida del Protestantismo en general de la pureza y la simplicidad del evangelio eterno de la justicia por la fe que una vez tan poderosamente impulsó la Reforma". Esto explica por qué los Adventistas con frecuencia el objetivo de su evangelismo a los Cristianos de otras iglesias, así como los no-Cristianos. "El mensaje de la caída de Babilonia ... exhorta a los del pueblo de Dios que están todavía en las diversas organizaciones religiosas que comprende Babilonia a separarse de ellas." sin Embargo, los Adventistas también han dejado claro que actualmente hay muchos verdaderos creyentes en "Babilonia" que adoran a Dios sinceramente, incluyendo a los católicos.Llegará el tiempo en dónde cada hombre tomará la decisión de unirse o no al rebaño del Señor, sellando así su destino eterno.
El teólogo Ángel Manuel Rodríguez explica la misión del remanente en los términos del segundo mensaje del ángel: "El remanente del tiempo del fin se describe en el Apocalipsis como tener una misión dada por Dios y un mensaje en particular para el mundo entero. Son para llamar al pueblo de Dios a salir de Babilonia, es decir, para unirse al histórico, fiel y visible remanente del tiempo del fin de Dios".
El mensaje del tercer ángel es una solemne advertencia en contra de la observancia del domingo como un día sagrado, que históricamente se ha interpretado como la marca de la bestia. "Aquellos que rechazan el memorial de Dios de la Creación — el Sábado de la biblia - eligiendo adorar y honrar al domingo en el pleno conocimiento de que no es Dios quien lo designó como día de adoración, recibirán la marca de la bestia"." Cabe destacar que los Adventistas creen que la marca de la bestia sólo será recibida en una fecha futura, cuando cada persona en la tierra es consciente de su obligación de guardar el Sábado; en otras palabras, los Cristianos que en la actualidad practican la adoración en domingo, aun no tienen la marca, pero si sabiendo la verdad continúan guardando un falso día de adoración, llegará el momento cuando su caso quede sellado con dicha marca.
El estudio completo del contenido del mensaje de los 3 ángeles es muy amplio, un erudito y predicador ampliamente reconocido es Esteban Bohr, para ver sus predicaciones sobre el tema puedes buscarlo en YouTube como Mensaje de los 3 ángeles Esteban Bohr, o al siguiente link:

## Cultura
El concepto aparece en el título de la Three Angels Broadcasting Network (3ABN).